# 地质记录

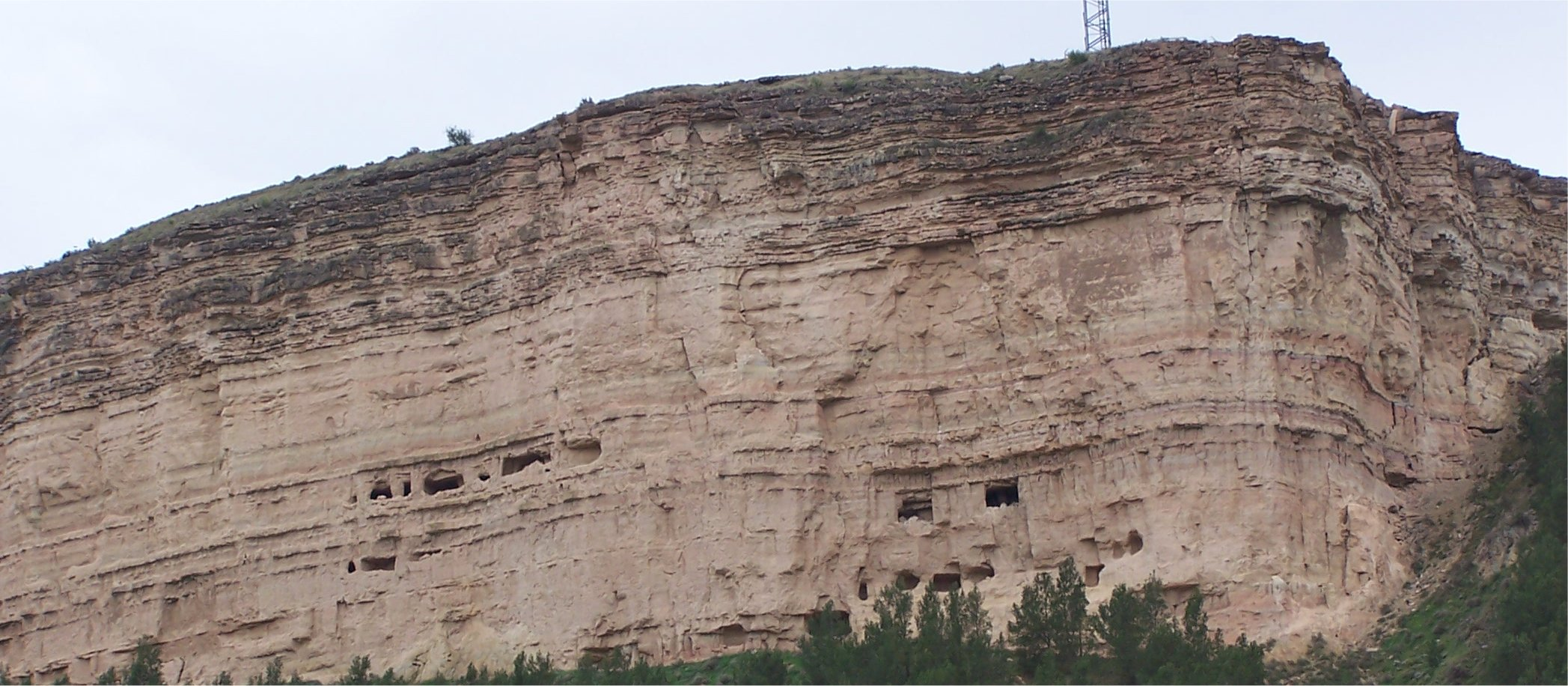
数十万年来形成的夹层蛋糕般一致的地层。

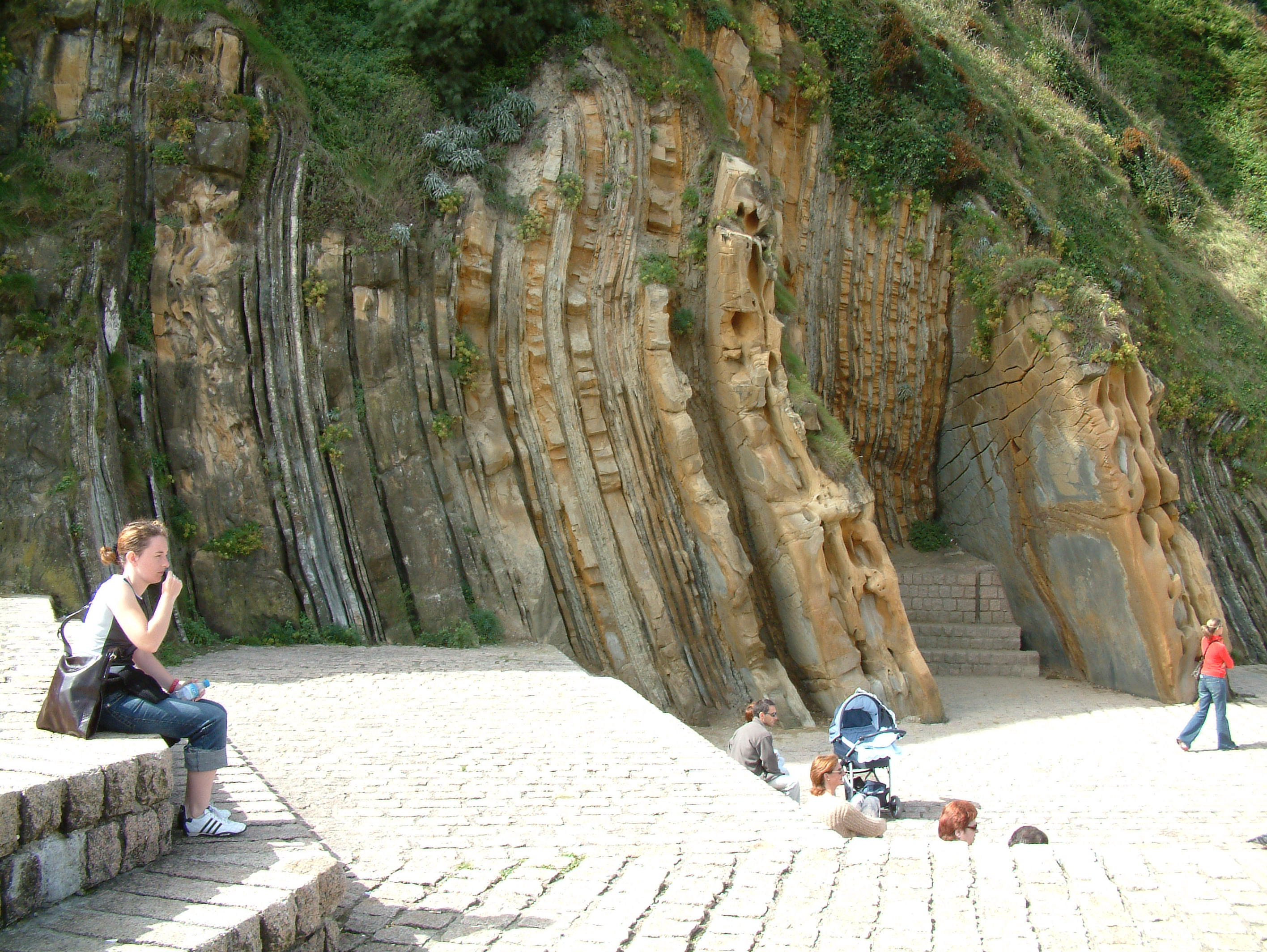
西班牙圣塞瓦斯蒂安附近被造山运动扭转到一边的地层。

地层学、古生物学和其他自然科学中的地质记录（geologic record）指的是整个层状岩层，也即由火山作用或风化碎屑（粘土、砂等）堆积形成的沉积物，这包括了所有化石内容以及它们所蕴涵的地球历史信息：过去的气候、地理、地质和地球表面生命演化过程。根据叠覆律原理，沉积和火山岩层相互交错叠压，随时间的推移，它们变硬固化为可能被火成岩侵入和构造事件破坏的岩柱。

## 岩石记录关联

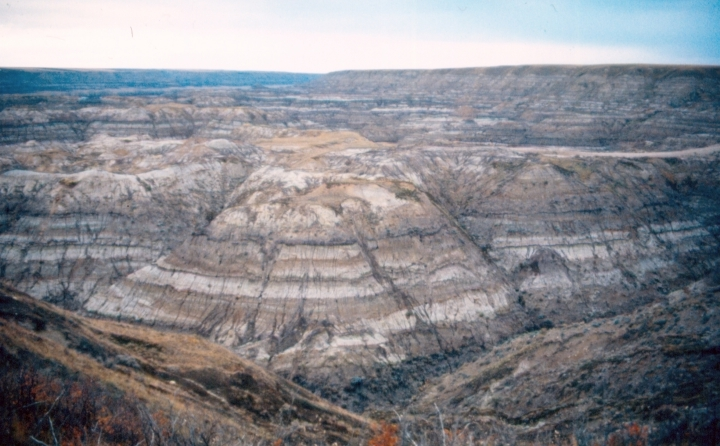
阿尔伯塔省德兰赫勒（Drumheller）附近马蹄峡谷中裸露的地层。

地球表面某一地区的岩石柱，提供了该地区岩石所涵盖年代的自然史剖面，有时被称为“岩石历史”，为了解该地点的自然史提供了一个跨越多种地质年代如“期”、“世”，或在某些情况下甚至多个主要“纪”-特定地理区域的窗口。没有哪个地方的地质记录是完美无缺的，对某一地区来讲，某一期地质作用所形成的低洼区，会慢慢累积出非常像夹层蛋糕般的沉积物，接下来，该地区又可能会抬升；与此相反，同一个区域也可能因风化作用或化学、风、温度及水流等侵蚀而损毁。这就是说，在给定的位置，地质记录可以而且经常会被打断，古老的环境会被地质力量转化出新的地形和特征。大型流域河口的沉积岩芯数据，其中一些深达7英里（11公里），显示完全支持叠覆律原理。
但是，地质学家们利用叠覆律，从大量叠压在岩柱内不同位置的沉积层中，拼凑出了覆盖大部分地质年代的单元系统。对构造力抬升起山脊的区域，其褶皱和断层中的地层将会受到新近的侵蚀和风化，同时，构造力也会在山脊附近形成可聚积更多沉积物的低洼沟壑和构造盆地区。通过比较整体构造、地质结构和局部地层，并比对各地区的地层，自17世纪以来，已建立了一套几乎完整的地质记录。

## 不一致地层实例

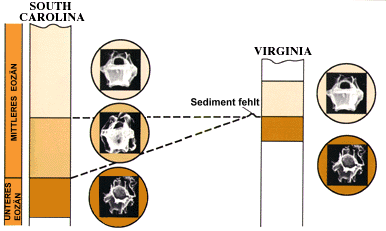
美国地质调查局关联示意图

地层年代的不一致可通过一系列的方法和利用若干技术或其它学科的实地研究结果来纠正。
在该示例中，利用到了积累的地球生物学和古生物学知识。对层状岩石及其所含化石的研究被称为生物地层学，化石可用于识别“相同或不同期”的岩层，从而将局部出现的期与整体地质时间线相协调。
这幅美国地质调查局图中的单细胞藻类化石照片是使用扫描电子显微镜拍摄，放大了250倍。 
在美国南卡罗来纳州的一块岩芯中发现了三种标志性藻类化石，而在弗吉尼亚州跨越三个统、地质龄为3720–5580万年的始新统岩层中，只发现了这三种化石中的两种。
将记录中的不一致性记录与完整的岩石柱进行比较，表明未发生物种缺失，且当地中始新世早期的“岩石记录”部分缺失。这是地层不一致的一种形式，也是地质学家用以抵消岩石记录中局部差异的手段。利用剩下的两种标记性物种，可在南卡罗来纳州和弗吉尼亚州之间关联相同地质龄（早始新世和中始新世后期）的岩层，从而“校准”当地岩石柱，使其在整个地质记录中处于适当位置。
| 年代地层学中的岩（岩层）段 | 地质年代学中的时间跨度 | 地质年代学单位 备注              |
| -------------------------- | ---------------------- | -------------------------------- |
| 宇                         | 宙                     | 总计4个，5亿年或更长时间。       |
| 界                         | 代                     | 定义了10个，数亿年。             |
| 系                         | 纪                     | 定义了22个，数千万至1亿年。      |
| 统                         | 世                     | 定义了34个，数千万年。           |
| 阶                         | 期                     | 定义了99个，数百万年。           |
| 带                         | 时                     | 期的细分，国际地层委员会不采用。 |

## 岩石学与古生物学
因此，随着整体岩石记录图的出现，以及一个地方的不连续性和相似性与其他地方的相互关联，将整体地质记录细分为一系列更小的组成部分，从最长最厚的地层宇和时间跨度宙到最短的跨度阶，代表已知地质时期内不同大小的层组变得非常有用。其他自然科学领域的并行工作需要定义一个时间连续体，地球科学家决定将岩层系统及其识别标准与地质年代系统进行协调，给出了右表中左列物理层与中间列时间单位之间的配对。 

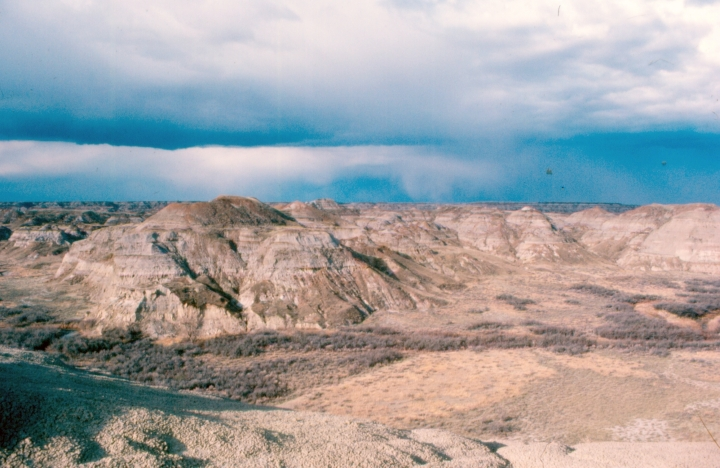
加拿大阿尔伯塔省恐龙公园中分层良好且完全裸露的地层以及延伸超过1000英里的类似地层，经历了无数风和水侵蚀的地层暴露出科罗拉多高原中厚达数英里亿万年的岩石历史[3][4]。
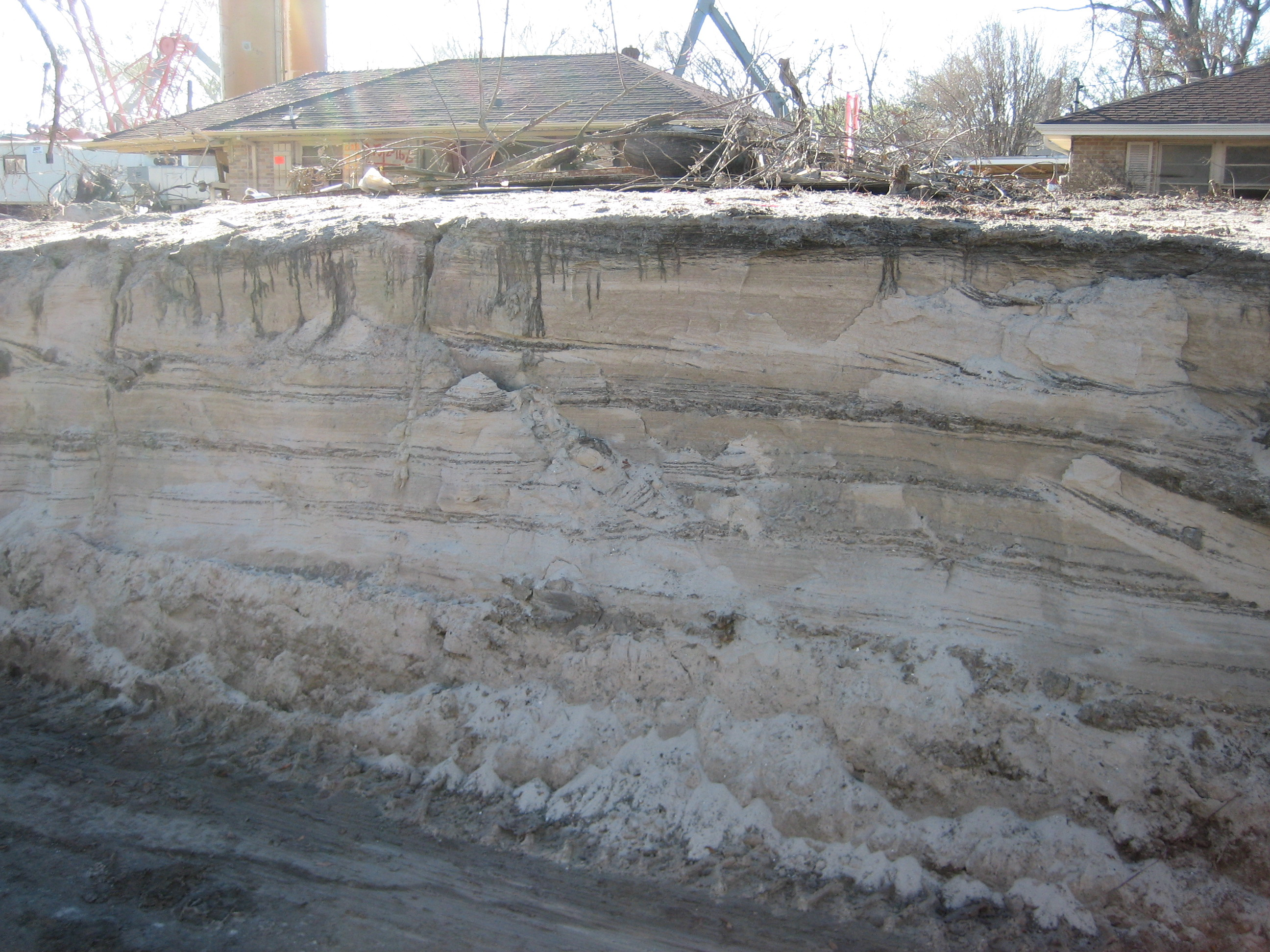
卡特里娜飓风过后的新奥尔良：历史上未成岩的沉积物层。这次开挖是为修复堤坝后，在伦敦大道运河靠近一条居民街附近的下部决口寻找被陆军工程兵团开凿/挖清的基岩，显示了近代地球史中从大量洪泛淤泥沉积物中新生的地层。
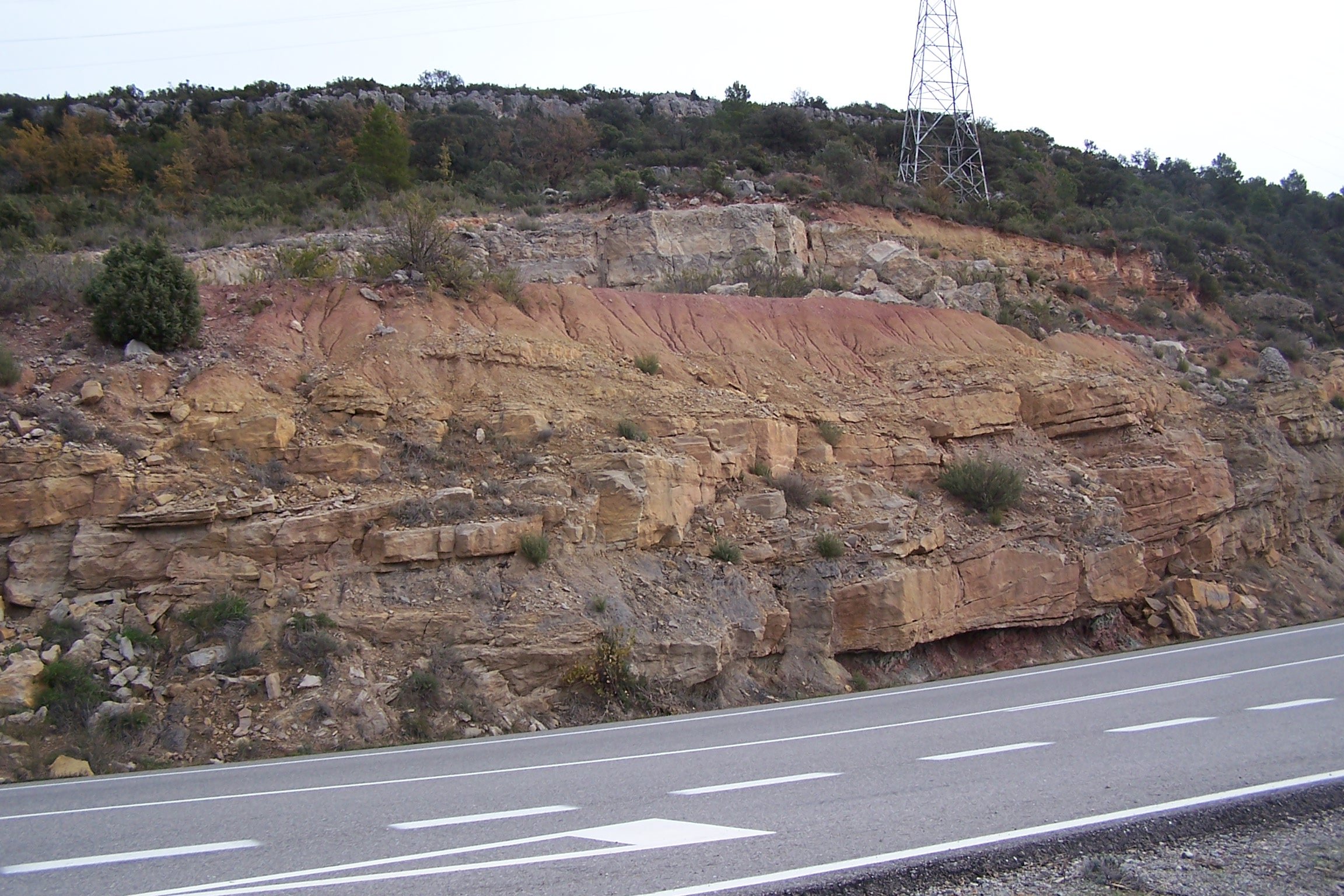
在荷兰这处被公路穿过的地方，可看到三个沉积年代和两层不一样的地层。请注意下部红色层和中间地层之间颜色和略微的角度变化。上层地层相对于底层的再次倾斜，很好地展示了陆相层作为海底的一部分所经历的周期。
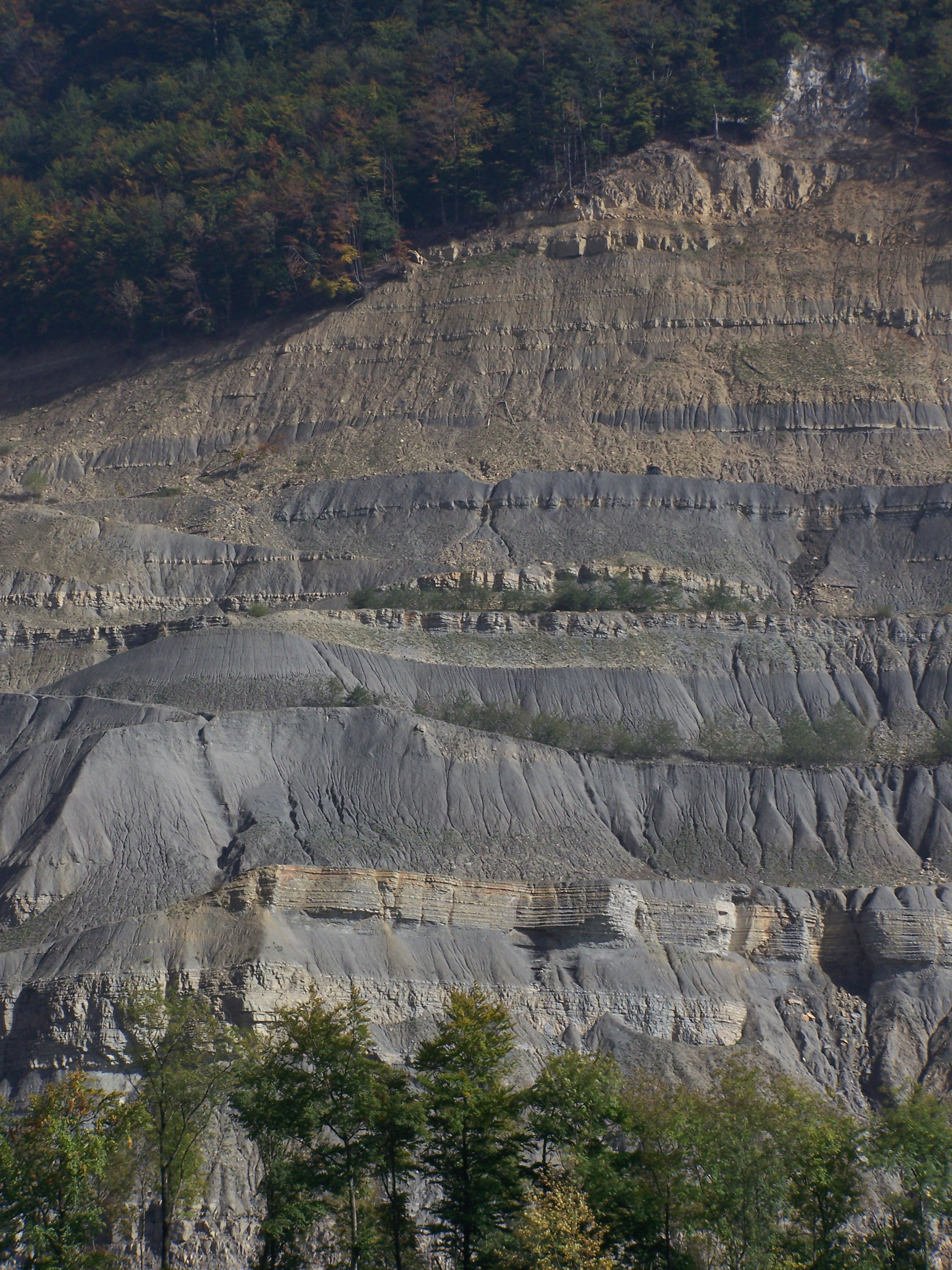
瑞士伯恩州塔瓦讷附近佩里-鲁切内特（Péry-Reuchenette）的牛津期(上侏罗世) 旋回沉积物，交替层为石灰岩 (轻质、更具搬运力)和泥灰岩/黏土，主要循环周期为20万年 。
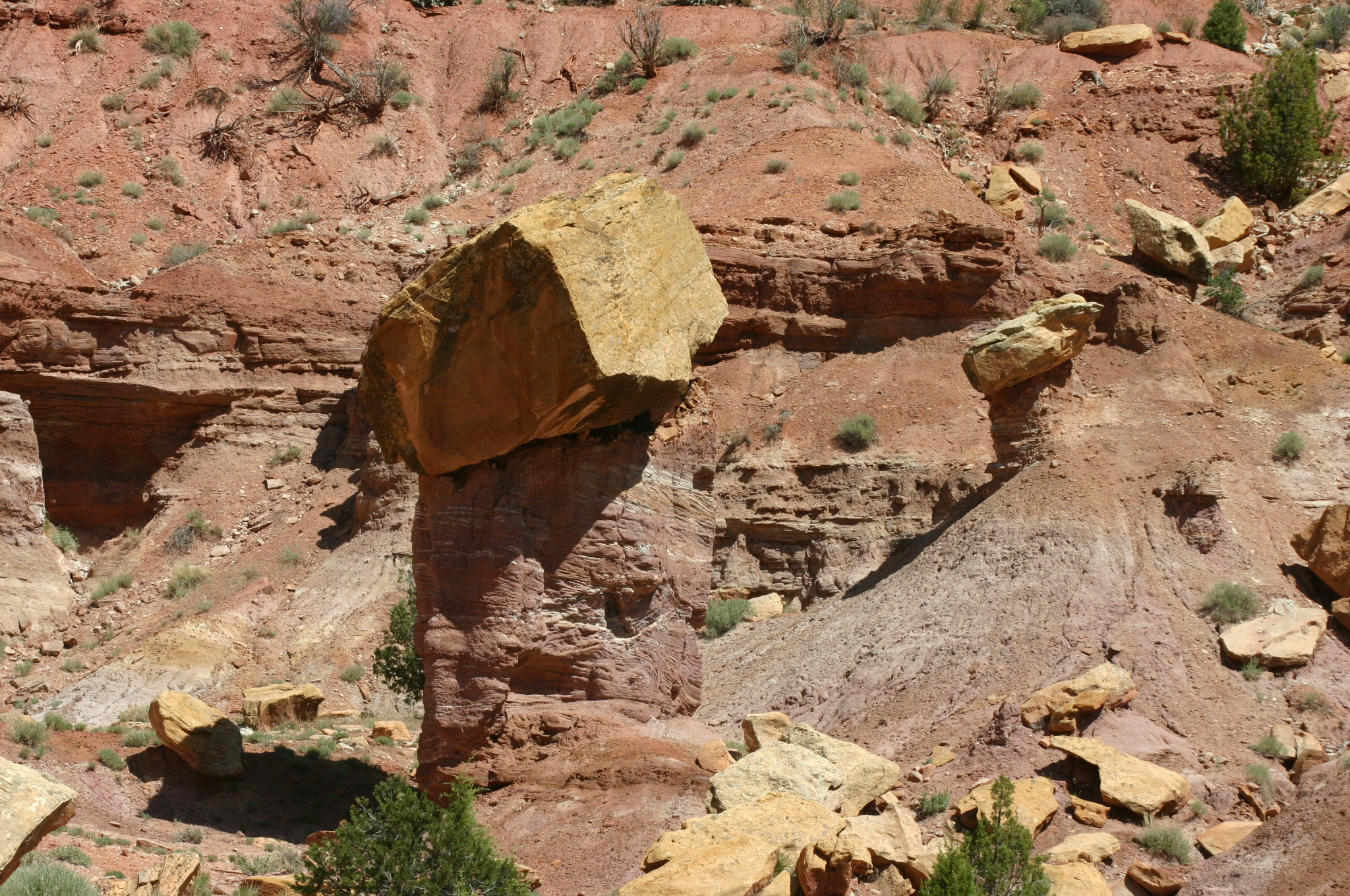
一块保护了撞击点下方岩石记录免受进一步大规模侵蚀的古老落石，拍摄于美国犹他州“大阶梯-埃斯卡兰特国家保护地”布尔小径。
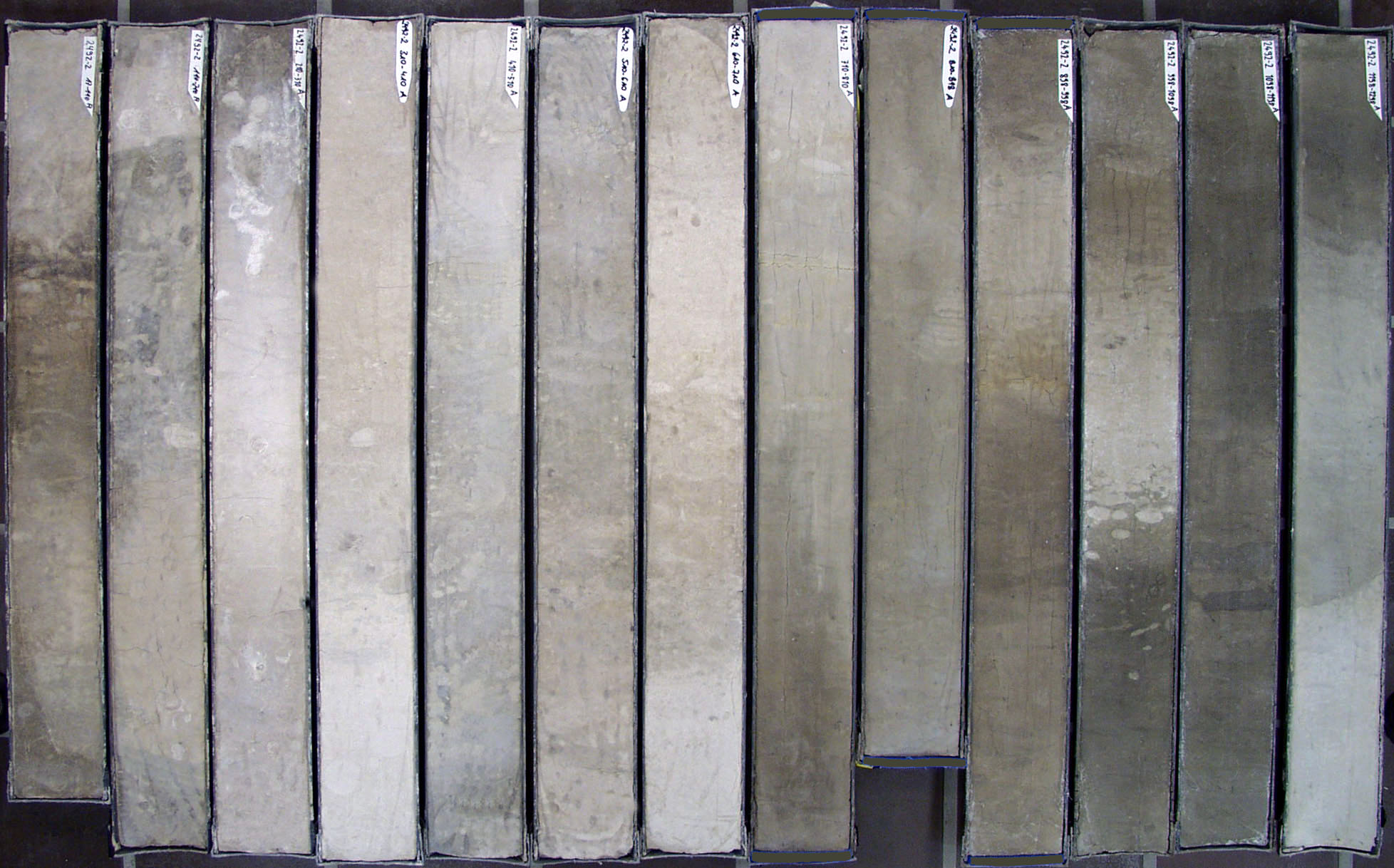
沉积物岩芯，由“极地号”科考船在南大西洋用重力取芯器钻取；颜色的浅/深变化是由第四纪气候变化所引起，岩芯的基本年龄大约为100万年。